# Internet Explorer 8
Windows Internet Explorer 8（簡稱IE8）是微軟所開發的一個網頁瀏覽器。這個軟體於2009年3月19日首次發行適用於Windows的版本，雖然它的後續版本IE9已推出，但由於不支援Windows XP，所以IE8在初期還是十分普及。IE8內建於Windows 7以及Windows Server 2008 R2中，作為預設的網頁瀏覽器，同時也發行了Windows XP SP2和Windows Vista的版本供使用者下載。
IE8是首款通過Acid2測試也是最後一個通過該測試的主要的網頁瀏覽器。雖然它在Acid3測試中僅獲得24/100的分數，但據微軟所說，安全性、易用性和對RSS、CSS及Ajax的改善與支持是IE8的優勢。IE8是最後一款支援Windows XP的版本的IE。
使用者介面上，IE7和IE8十分相似，因為IE8的改進主要在於引擎和技術方面。
微軟方面，在2011年3月14日推出Internet Explorer 9。在2012年7月時，Internet Explorer 8使用率為13.78%左右。另外據2012年6月的統計，IE9剛剛超過IE8，成為最多人使用的IE版本。

## 语言支持
在发布时，语言支持（本地化）并未完全完成。IE8浏览器在发布时支持了25种语言。到了2009年6月，支持的语言增加到了63种，针对32位系统。额外的语言支持可以根据操作系统预装，或者通过多语言用户界面（MUI）包下载并安装。

## 版本發佈
| 版本    | 版本           | 發行時間       | Windows XP SP2 / Windows Server 2003 SP1 | Windows Vista / Windows Server 2008 | Windows 7/ Windows Server 2008 R2 | 語言     |
| 名稱    | 版號           | 發行時間       | Windows XP SP2 / Windows Server 2003 SP1 | Windows Vista / Windows Server 2008 | Windows 7/ Windows Server 2008 R2 | 語言     |
| ------- | -------------- | -------------- | ---------------------------------------- | ----------------------------------- | --------------------------------- | -------- |
| Beta 1  | 8.0.6001.17184 | 2008年3月5日   | 是                                       | 是                                  | 否                                | 3        |
| Beta 2  | 8.0.6001.18241 | 2008年8月27日  | 是                                       | 是                                  | 是                                | 25       |
| Pre RC1 | 8.0.6001.18343 | 2008年12月10日 | 是                                       | 是                                  | 是                                | 1        |
| RC      | 8.0.6001.18372 | 2009年1月26日  | 是                                       | 是                                  | 是                                | 25       |
| RTM     | 8.0.6001.18702 | 2009年3月19日  | 是                                       | 是                                  | 入选                              | 25 - 63* |

*^  最初，Internet Explorer支持25种语言； 在2009年6月可通过语言包扩充到63种语言。